# マックマスター神学大学
マックマスター神学大学（マックマスターしんがくだいがく、英: McMaster Divinity College、マックマスター・ディビニティ・カレッジ、通称：MDC）は、カナダのオンタリオ州ハミルトンにある神学大学。マックマスター大学の付属学校であり、同大学のキャンパス内にある。
大学の教派は、公式には、カナディアン・バプテスト・オブ・オンタリオ・アンド・ケベック（CBOQ)である。実際は超教派の様々な学生が学んでいる。広い福音主義の伝統に立っている。機関の使命は、大学レベルの教育、専門的な訓練、および継続的な支援を通じて、教会、アカデミー、および社会のための効果的な福音主義のクリスチャンリーダーを育成することである。

## プログラム
Ph. D, M.A, M.Div, MTSなどのプログラムがある。全てのプログラムの学位は北米神学校協会に認定されている。また、現在、M.DivとMTSの学位はマックマスター大学から授与されている。

## 歴史
マックマスター神学大学の起源は、1881年にウィリアム・マックマスターによって創立されたトロント・バプテスト神学大学（マックマスター大学の前進）に遡る。1887年にトロント・バプテスト大学とウッドストック大学が合併し、マックマスター大学がトロントに誕生する。1930年にハミルトンに移転した。1957年に、マックマスター大学が世俗大学となるに伴い、神学部はマックマスター神学大学として分離独立し、マックマスター大学の付属学校となる。1957年に、マックマスター大学は世俗的な公的機関として再編成され、神学部は、認可された付属大学としてマックマスター神学大学になった。

## 著名な関係者
- スタンリー・ポーター（校長、言語学者、新約聖書学者）
- リチャード・ロングネッカー(元教授、新約聖書学者)

## 日本人の出身者
- 冨田茂美：関東学院大学准教授